# Бабичовка (Кировоградская область)
Бабичовка (укр. Бабичівка) — село в Великоандрусовской сельской общине Александрийского района Кировоградской области Украины.
До 2020 года входило в Светловодский район
Население по переписи 2001 года составляло 25 человек. Почтовый индекс — 27522. Телефонный код — 5236. Код КОАТУУ — 3525287602.